# Priesterbäker See
Der Priesterbäker See ist ein See nahe dem Dorf Speck, das ein Ortsteil der Gemeinde Kargow im Landkreis Mecklenburgische Seenplatte in Mecklenburg-Vorpommern ist. Der See liegt innerhalb der Schutzzone I (Kernzone) des Müritz-Nationalparks.
Das Gewässer befindet sich etwa 550 Meter südlich des Ortes Speck und 3,4 Kilometer östlich der Müritz in der Mecklenburgischen Seenplatte. Am südwestlichen Ufer grenzt die Gemeinde Rechlin an. Der See hat eine maximale Länge in Nord-Süd-Richtung von 2,38 Kilometern und eine maximale Breite von etwa einem Kilometer. Durch eine nur 220 Meter breite Seeenge ist das Gewässer in ein Nord- und ein Südbecken gegliedert. Die Fläche des Sees beträgt 1,53 km². Der Wasserspiegel liegt 62,6 m ü. NHN. Angrenzende Flächen sind feucht bis moorig und mit Mischwald bestanden. Etwa 730 Meter vom Nordostufer liegt mit dem Käflingsberg die mit 100,3 Metern höchste Erhebung im Umkreis. Mehrere Gräben aus der unmittelbaren Umgebung münden in den See. Ein Abfluss besteht in Richtung Hofsee.